# Atolón Mokil
El atolón Mokil (en inglés: Mokil Atoll) (también Mwoakilloa, anteriormente denominada Isla Wellington o la Isla de Duperrey) es un atolón y una isla habitada en el Océano Pacífico central. Geográficamente, pertenece a las Islas Carolinas y es un distrito de las islas de Pohnpei de los Estados Federados de Micronesia.
Mokil se encuentra 153 kilómetros al este de Pohnpei y aproximadamente 113 kilómetros al noroeste de Pingelap. El atolón casi rectangular es de 4,5 kilómetros de largo y con un ancho de 2,8 kilómetros. El atolón está formado por tres islas Urak, Kahlap (Isla de Mokil), y Manton, formando una laguna central de aproximadamente 2 kilómetros cuadrados de superficie. Sólo el noreste de la isla Mokil está habitada, con la ciudad frente a la laguna. La superficie total de todas las islas es aproximadamente 1,24 kilómetros cuadrados.
La población de Mokil se redujo de 177 en 2000 a 147 en 2008. Los habitantes hablan Mokiles - similar a la lengua de pohnpei en la familia de las lenguas de Micronesia.